# Kup
Kup là một thị trấn thuộc hạt Veszprém, Hungary. Thị trấn này có diện tích 24,78 km², dân số năm 2010 là 459 người, mật độ 19 người/km².